# 張德粹
張德粹（1900年12月26日—1987年7月28日），字敬之，男，湖南攸县人，中国經濟學家、農業教育家。中國農業經濟學的重要奠基人。畢生從事農業經濟學教學、研究工作。

## 生平
1900年，生於湖南省攸縣東鄉田村。年幼隨父修讀四書。1913年，就讀於攸縣東鄉國民學校，後入攸縣縣立第一高等小學，1916年小學畢業。1917年，就讀于長沙岳雲中學。1920年，中學畢業，入南通農學院，旋考入金陵大學農林科。
1922年，考入國立東南大學（後更名国立中央大学）農科，學習農場管理、農業經濟、農業化學等，1927年獲東大學士學位。
1927年，回母校長沙岳雲中學擔任化學教員。1931年，返母校中大農學院任助教，從事研究工作。1932年，再回岳雲中學任教員，兼任訓育主任。
1935年，赴歐洲留學，先入丹麥皇家農學院進修。1935年10月，轉入英國曼徹斯特大學，研習合作原理一學期，考察農業經濟狀況。1936年9月，入英國威爾斯大學，師從艾世比（A. W. Ashby）教授，以英國與丹麥之農業合作金融比較分析論文，獲碩士學位。此後，隨艾世比教授轉到牛津大學農業經濟研究所從事研究工作。
1938年冬，回國受聘為西安國立西北農學院業經濟系教授。
1941年，受貴州國立浙江大學農學院之聘，擔任農業經濟學教授。
1943年，任中大農業經濟系教授，並兼系主任。
1945年，受聘擔任國立蘭州大學教務長，協助蘭州大學建校，並兼授經濟學原理及西北開發史兩門課程。年底蘭州大學創建工作大致完成，轉回中大任教。
1948年，受聘為台北國立台灣大學農業經濟學教授，次年兼任農業經濟學系主任，連續達20年之久，後又兼農業經濟研究所所長。
1987年7月28日在台北逝世。

## 荣誉
- 1952年，获联合国经社理事会研究奖。
- 1961年，获农业科技奖。
- 1962年，获联合国洛氏基金会研究奖。
- 1968年，获澳大利亚大学研究奖。